# Ataenius robustus
Ataenius robustus är en skalbaggsart som beskrevs av Horn 1871. Ataenius robustus ingår i släktet Ataenius och familjen Aphodiidae. Inga underarter finns listade.